# Alpokalja
Az Alpokalja tágabb értelemben a Keleti-Alpok keleti nyúlványát alkotó átmeneti hegyvidék Ausztria, Magyarország és Szlovénia területén, szűkebb földrajzi értelmezésben a Nyugat-magyarországi peremvidék legnyugatibb középtája Győr-Moson-Sopron és Vas vármegye területén.
Tágabb értelmezés: A tágabb természetföldrajzi kontextusú Alpokalja (németül Alpenostrand) a Keleti-Alpok keleti előterében húzódó középhegységi vonulatokat, peremi és köztes helyzetű medencéket és völgyeket magába foglaló átmeneti terület összefoglaló elnevezése. Északról a Duna–Morva-medence, keletről a Kisalföld és a Vas–Soproni-síkság, délről a Mura–Rába-dombvidék határolja. Északi irányból dél felé haladva a vidéket alkotó kistájak: Lajta-hegység, Vulka-medence, Fertőmelléki-dombság, Soproni-medence, Rozália-hegység, Soproni-hegység, Bucklige Welt, Borostyánkői-hegység, Kőszegi-hegység, Kőszeghegyalja és Vas-hegy. Ennek a természetföldrajzi egységnek a határait gyakran kitágítják, és az Alpokalja részeként tekintenek a délebbi helyzetű, Ausztria, Magyarország és Szlovénia területén húzódó, alacsonyabb tengerszint feletti magasságú Mura–Rába-dombvidékre is, amelynek kistájai: Heáncföld, Felső-Őrség, Németújvári-dombság, Lapincs-völgy, Ilz–Feistritz-dombság, Felső-Rába-völgy, Kelet-Stájer-dombság és Vendvidéki-dombság. E kiterjedt területek régebbi magyar elnevezéseiként ismert a Dunántúli-Alpok, a Duna–Dráva közti Alpok vagy az Osztrák–Stájer-határhegységek.
Szűkebb értelmezés: A magyarországi földrajztudomány és az akadémiai hátterű Magyarország kistájainak katasztere megkülönböztet egy, az előzőnél szűkebb értelmű Alpokalja-fogalmat. Ez a Nyugat-magyarországi-peremvidék legnyugatibb, a Kisalföld nagytájától, valamint a Vas–Soproni-síkságtól, a Kemenesháttól és a Zalai-dombságtól elkülönülő, 851 km²-es középtája, amelynek nyugati kiterjedését a magyar–osztrák államhatár jelöli ki. Ennek kistájai északról dél felé haladva: Fertőmelléki-dombság, Soproni-medence, Soproni-hegység, Kőszegi-hegység, Kőszeghegyalja, Vas-hegy, Pinka-sík, Felső-Őrség és Vasi-Hegyhát. Az akadémiai tájfelosztás alternatív változatát kidolgozó Hajdú-Moharos József értelmezése szerint a Pinka-sík már nem az Alpokalja vagy Sopron–Kőszegi-hegyvidék, hanem a Vas–Soproni-síkság része. Ez a cikk alapvetően a Magyarország kistájainak katasztere adataira épül.

## Földtan és domborzat

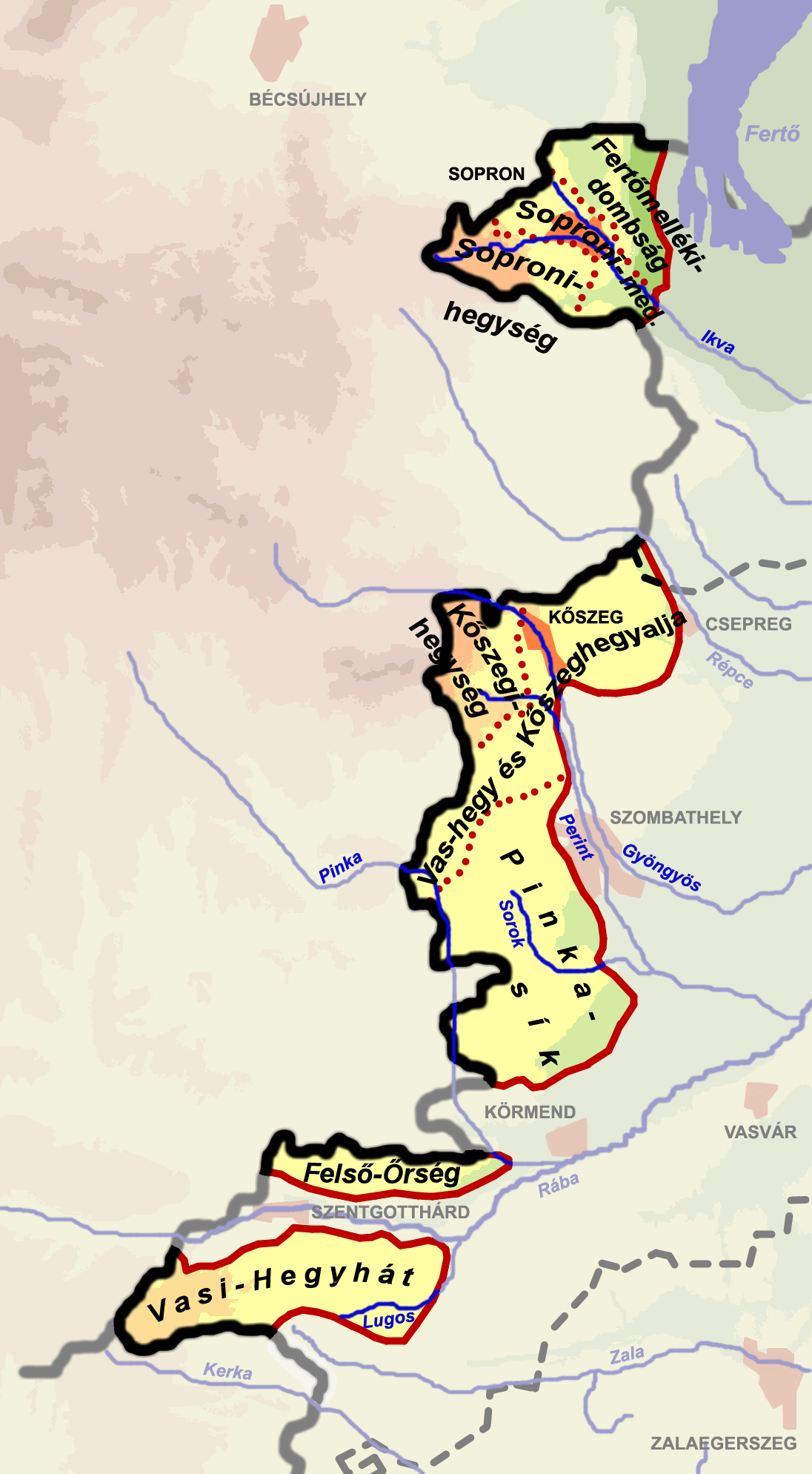
Az Alpokalja átnézeti térképe

Földtani értelemben az Alpokalja alapvetően három szerkezeti egységre osztható.
1. A Soproni-hegység legidősebb kristályos rögeink egyike, alaphegységét földtörténeti ókori kristályospala-metamorfitösszlet építi fel. A harmadidőszak során kőzettömege feldarabolódott és megsüllyedt. A mai Ikva völgyében futó törésvonal feletti intenzívebb süllyedés kialakította a Soproni-medence aljzatát, ezzel a Fertőmelléki-dombság vonulata eltagolódott a Soproni-hegységtől. Az utóbbi, alacsonyabban fekvő területekre harmadidőszaki üledékek települtek (lajtamészkő, szarmata mészkő, bádeni agyag stb.), de a magasabb szintekre is alpi eredetű üledék és zátonymészkő rakódott le.
2. A Kőszegi-hegység és a Vas-hegy zárt tömbjei tektonikai ablakok: mezozóos metamorfitösszlet építi fel őket, ám e rögök nem süllyedtek meg, sőt, a később lerakódott képződmények is lepusztultak az alaphegységről. A Kőszegi-hegységről így leszálított hordalék a két rögöt elválasztó fennsíki rész, a Kőszeghegyalja alapkőzetét borítja.
3. A Pinka-sík, a Felső-Őrség és a Vasi-Hegyhát medencealjzatát paleozoikumi kőzetek alkotják, amelyekre a negyedidőszak során folyami kavicstakarók, illetve jégkorszaki vályogrétegek települtek. A Felső-Őrségben és a Vasi-Hegyhátban e felszínalakulási folyamatok előtti időkről valló tanúhegyek is megmaradtak.

Geomorfológiai szempontból rendkívül tagolt átmeneti terület, ahol a középhegységi rögök, a fennsíkszerű hegylábfelszínek, az alacsonyabb dombságok és a megsüllyedt medencék egyaránt megtalálhatóak. A középtáj legmagasabb, egyszersmind legnagyobb relatív reliefű középhegysége az 548 méteres átlagos tengerszint feletti magasságú, hegygerincekkel és szurdokvölgyekkel tagolt Kőszegi-hegység. Itt található a Dunántúl legmagasabb pontja, az Írott-kő (882 m). A hasonlóan erősen tagolt, de kisebb lejtőkkel rendelkező Soproni-hegység átlagos magassága csupán a 410 métert éri el, legmagasabb csúcsa a Magas-bérc (566 m). A Pinka völgye által levágott Vas-hegy legmagasabb pontja 415 méter. A Kisalföld és a Vas–Soproni-síkság felé, jellemzően délkeleti irányban lejtő, gyengén tagolt, átmeneti fennsíki vagy deráziós-eróziós dombsági területek közé tartozik a Fertőmelléki-dombság (legmagasabb pontja 327 m), a Pinka-sík (311 m) és a Felső-Őrség (354 m). A Rába-völgy lemetszi az Alpokalja területéről a geomorfológiai szempontból is sajátos, erősen szabdalt dombsági Vasi-Hegyhátat (384 m). Az Ikva-völgy felső szakaszának kiteresedett, szintén délkeleti irányban lejtő süllyedéke, a Soproni-medence keskeny völgyszájjal kapcsolódik az alacsonyabban fekvő területekhez (legmagasabb pontja 351 m).

## Éghajlat
Az Alpokalja Magyarország legcsapadékosabb és egyik leghűvösebb középtája. Az évi középhőmérséklet – a tengerszint feletti magasság és a kitettség függvényében – 8,5–9,8 °C között alakul. A 700 méternél magasabban fekvő területeken ez az érték 7,5 °C-ig is süllyedhet. A tél enyhe, a nyár hűvös, a vegetációs időszak átlaghőmérséklete 14,5–16,5 °C közé esik. Az évi napsütötte órák száma az északon és nagyobb magasságban elterülő vidékeken nem haladja meg az 1800 órát, a Kőszeghegyaljától délre azonban elérheti az 1820–1850 órás tartományt is.
A csapadékmennyiséget tekintve átmeneti terület: a mérsékelten száraz Fertőmelléki-dombságra és a Soproni-medencére évente átlagosan 640–660 mm csapadék hullik, az alacsonyabban fekvő Kőszeghegyalja és Pinka-sík már a mérsékelten nedves zónához tartozik (680–720 mm/év), a többi kistájat pedig kifejezetten nedves éghajlat jellemzi (700–800 mm/év). Kiemelkedően csapadékos az Írott-kő térsége a Kőszegi-hegységben.
Az Alpokalja északi részén, a Duna–Morva-medence felé többé-kevésbé nyitott Soproni-hegység térségében az északnyugati, a Kőszegi-hegység, a Kőszeghegyalja és a Pinka-sík tájain az északi szélirány az uralkodó. A Felső-Őrség és a Vasi-Hegyhát széljáráseloszlása egyenletes az Alpok szélárnyékának köszönhetően.

## Vízrajz

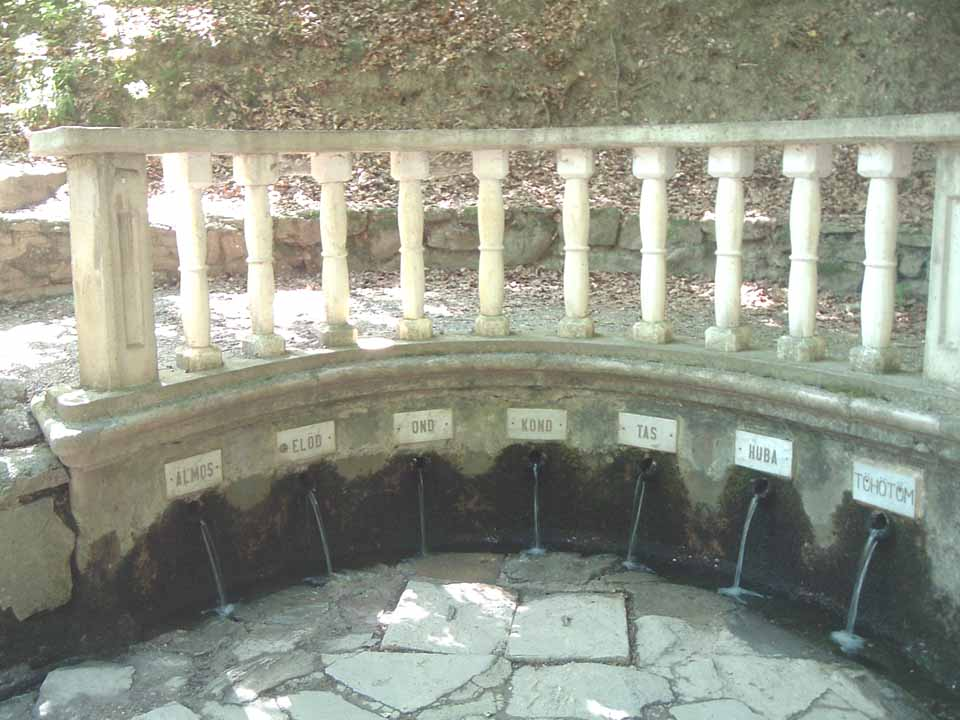
Kőszeg - Hétforrás

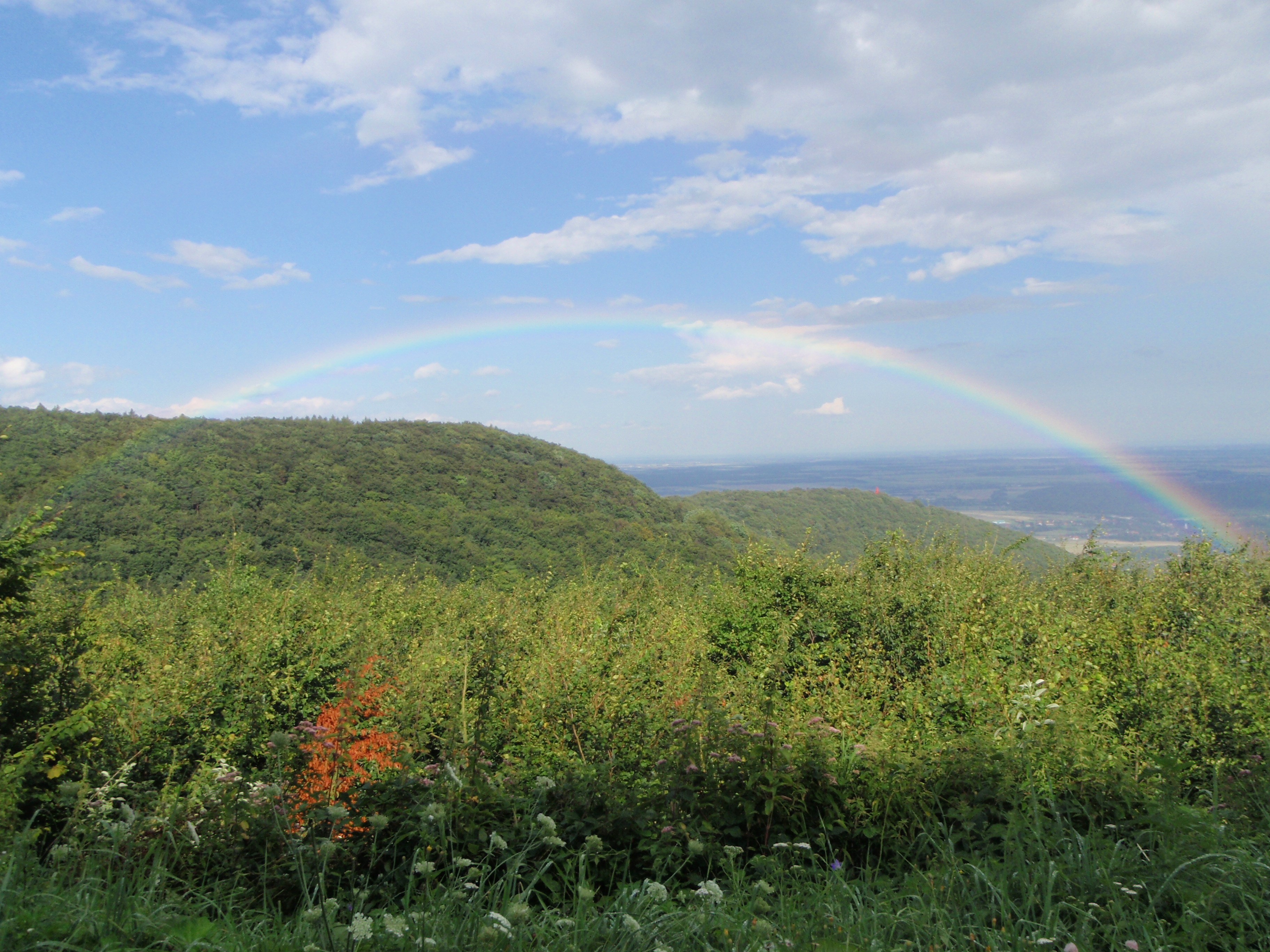
A Kőszegi-hegység részlete, a Szent Vid-hegy a Gyöngyös-völggyel

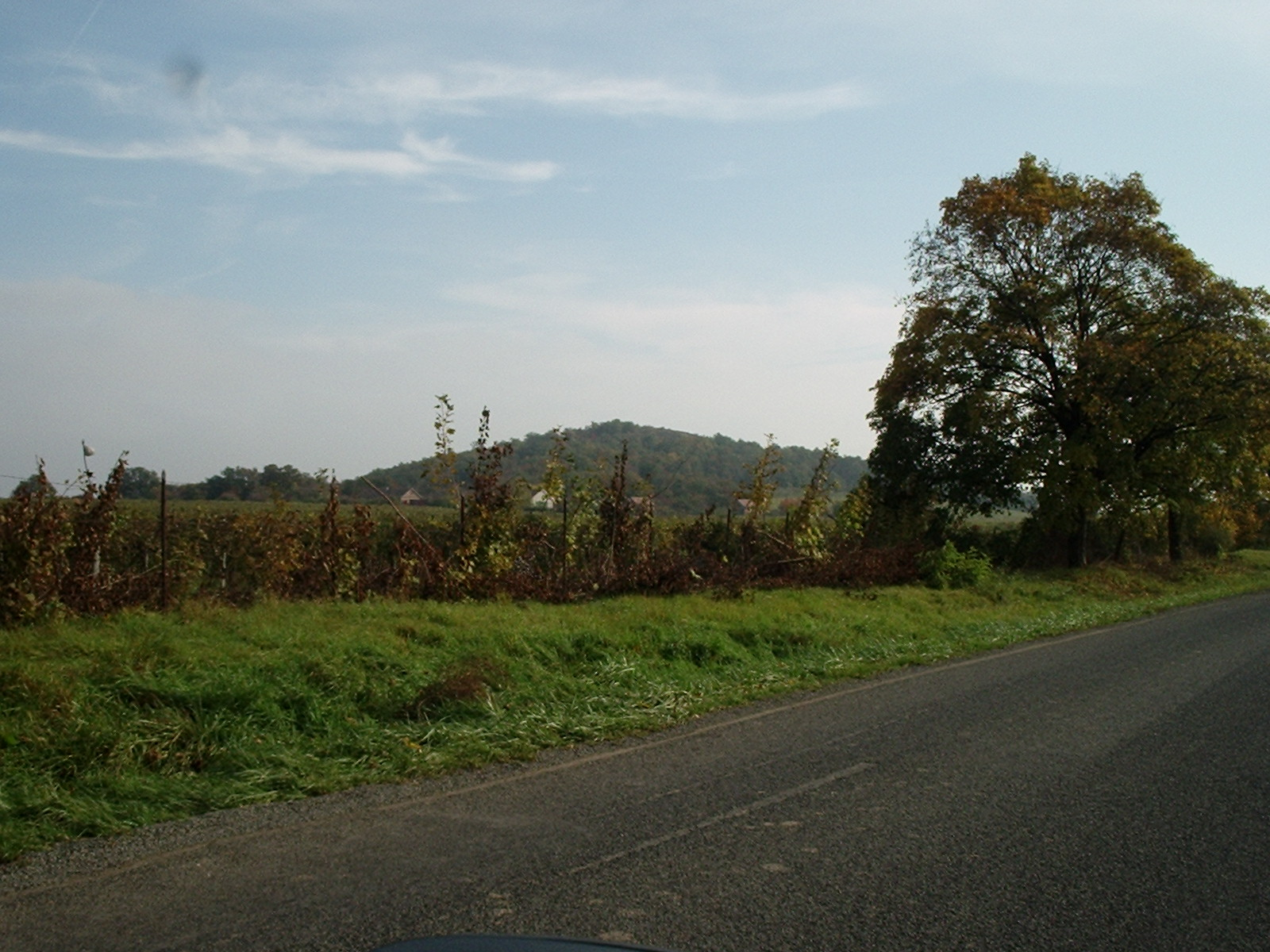
A Harkai-csúcs

Az Alpokalja szigetszerű kis tájai más és más vízgyűjtő területhez tartoznak. A Fertőmelléki-dombság vizét a Rákos-patak a Fertő tóba vezeti le, az ettől délnyugati irányban elterülő Soproni-medence és Soproni-hegység azonban már az Ikva, így végső soron a Mosoni-Duna vízrendszeréhez tartozik. Ugyancsak a Mosoni-Duna vízgyűjtő területének része a Kőszeghegyalja északkeleti kiszögellése, a Répcét tápláló Répce–Gyöngyös vízválasztó hátság keleti oldala. Ettől nyugatra és délnyugatra, a Kőszegi-hegység és a Kőszeghegyalja középső területeinek vize a Gyöngyös és a Perint, a Pinka-sík vízfeleslegét a Pinka és a Sorok, a Felső-Őrségét pedig a Vörös-patak vezeti le a Rábába. A Vasi-Hegyhát bővizű patakjai szintén a Rábát táplálják. Az Alpokalja nagy vízhozamú, jelentős forrásai közé tartozik a fertőrákosi Nagy-forrás, a gyógyhatású balfi keserűvízforrások, valamint a Kőszegi-hegység Hétvezér-forrása. A lejtőviszonyok miatt jelentős állóvíz az Alpokalján nem található.

## Talaj és növényzet
Az Alpokalja felszínének jelentős részét, 94%-át jellemzően gyenge termékenységű, több helyütt savas kémhatású erdőtalajok borítják. Mezőgazdasági termelésre csak korlátozottan alkalmasak ezek a talajtakarók, így a középtáj erdősültsége még napjainkban is jelentős. A legelterjedtebb talajtípusok az  agyagbemosódásos barna erdőtalajok (a terület 47%-án), a pszeudoglejes barna erdőtalajok (28%), a savanyú, nem podzolos barna erdőtalajok (10%) és a barnaföldek (9%). Az egyes folyó- és patakvölgyek (Rákos-patak, Ikva, Gyöngyös, Felsőszölnöki-patak stb.) talpát öntéstalajok fedik: réti talajok (2%), réti öntéstalajok és nyers öntéstalajok (1-1%). A Fertőmelléki-dombságban jelentős területeket borítanak a rendzinatalajok (1%).
Növényföldrajzi szempontból is átmeneti vidék: míg magasabb középhegységei az alpi hatást tükröző kelet-alpi, addig alacsonyabban fekvő keleti peremvidékei a nyugat-dunántúli flóravidékhez tartoznak. A talajtakaró függvényében az Alpokalja területének nagy része potenciális erdőterület, jellemző természetes növénytársulásai a gyertyánnal vagy cserrel vegyes kocsánytalan tölgyesek, de foltokban jellemzőek a bükkösök (Kőszegi-hegység, Felső-Őrség, Vasi-Hegyhát) és a sziklai növénytársulások, sziklaerdők is. A völgyekben, kisebb medencékben általánosak a ligeterdők és az égerligetek. Vitatott, hogy a hegységben élő fenyvesek őshonosak-e. Az elmúlt évszázad fatelepítései következményeként napjainkra az állomány jelentős részét nem honos akácfajok adják, illetve a Kőszegi-hegység sajátos színfoltjai a telepített szelídgesztenyések. A természetes gyepterületek, szárazrétek és sztyeprétek, valamint mocsári növénytársulások kiterjedése sem elhanyagolható. Az egykori irtásgyepek jelentős része özönfajokkal visszaerdősült, illetve helyüket magaskórósok, cserjések vették át. A Fertőmelléki-dombságban és a Soproni-medencében egykor láprétek, a Vasi-Hegyháton magassásrétek és tőzegmohás lápok terültek el.
A Fertőmelléki-dombság egyes részeire kiterjed a Fertő–Hanság Nemzeti Park, valamint a világörökségi helyszín Fertő/Neusiedlersee kultúrtáj védelme. Az Alpokalja további természetvédelem alatt álló területei a Soproni Tájvédelmi Körzet és a Kőszegi Tájvédelmi Körzet, illetve a Vasi-Hegyhátnak az Őrségi Nemzeti Park védelmét élvező részei.
| Területhasznosítás | Terület     | Területarány |
| ------------------ | ----------- | ------------ |
| Lakott terület     | 3 968,7 ha  | 4,7%         |
| Szántó             | 28 199,6 ha | 33,1%        |
| Kert               | 1 973,8 ha  | 2,3%         |
| Szőlő              | 2 337,3 ha  | 2,7%         |
| Rét, legelő        | 6 010,2 ha  | 7,1%         |
| Erdő               | 42 309,7 ha | 49,7%        |
| Vízfelszín         | 296,8 ha    | 0,3%         |

## Népesség
Az Alpokalja népessége 94 570 fő (2001), népsűrűsége az országos átlag körüli (111,1 fő/km²). A népességeloszlás ugyanakkor rendkívül egyenetlen, a területhez viszonyított magas népesség 72%-a az Alpokalja két városi jogállású településén, Sopronban (56 175 fő) és Kőszegen (11 844 fő) koncentrálódik. Ezres lélekszámot meghaladó településeket csupán a Fertőmelléki-dombságon (Fertőrákos), a Soproni-medencében (Ágfalva, Harka, Kópháza) és a Pinka-síkon találunk (Egyházasrádóc, Ják, Nárai, Sé, Szentpéterfa, Torony), de az 500-asnál nagyobb népességű kisfalvak száma is mindössze hét (valamennyi a Kőszeghegyalján és a Vasi-Hegyháton). A fennmaradó települések közül tizennégy aprófalu (200–499 fő), nyolc pedig törpefalu (200 fő alatt). A középtáj középhegységi részei (Soproni-hegység, Kőszegi-hegység, Vas-hegy) jóformán lakatlanok. A Soproni-medence térségétől eltekintve az Alpokalja kistájai félperiferikus vagy periferikus helyzetűek, főút- és vasúthálózatuk rendkívül gyér és rendszerint a középtáj határain kívül elhelyezkedő városok (Szombathely, Körmend, Szentgotthárd) tágabb vonzáskörzetéhez tartoznak.
A 2001. évi népszámlálás adatai alapján a lakosság 73,4%-a római katolikus, 6,5%-a evangélikus, 3,0%-a református felekezetű. A népesség 94%-a magyar nemzetiségű, ezenkívül számottevő horvát (3,1%), német (1,6%) és szlovén (1,0%) kisebbség él a középtájon.